# Igor Szulepow
Igor Jurjewicz Szulepow (ros. Игорь Юрьевич Шулепов; ur. 16 listopada 1972) – rosyjski siatkarz, grający na pozycji przyjmującego, reprezentant kraju. Od sezonu 2020/2021 został trenerem Uralu Ufa.

## Sukcesy klubowe
Mistrzostwo Rosji:
- 1999, 2007
- 1997, 1998
- 2005

Puchar Europy Zdobywców Pucharów:
- 1999

Mistrzostwo Włoch:
- 2002

Puchar Rosji:
- 2004

Liga Mistrzów:
- 2013

Puchar CEV:
- 2014

## Sukcesy reprezentacyjne
Liga Światowa:
- 2002
- 2000
- 1996, 1997, 2001

Mistrzostwa Europy:
- 1999
- 2001, 2003

Puchar Świata:
- 1999

Igrzyska Olimpijskie:
- 2000